# Morganella morganii
Morganella morganii es una especie bacteriana de la familia Morganellaceae, bacilos gram negativos. Comúnmente habitan en el medio ambiente y el tracto intestinal de humanos, mamíferos y reptiles como flora saprofita y ocasionalmente causantes de infecciones urinarias y otras infecciones nosocomiales. Son sensibles a terapias antibióticas con la excepción de los betalactámicos.

## Historia
El primer aislamiento de esta bacteria fue realizado por un hombre llamado Castellani en 1905, y lo llamó Bacterium columbensea.  En 1906, cuando Morgan descubrió esta bacteria mientras estudiaba la diarrea infantil de verano, no sabía que, de hecho, era la misma bacteria que encontró Castellani.  Morgan describió esto como una bacteria que no fermenta la lactosa, a diferencia de las otras bacterias del tipo Bacillus.  Nombró a este Bacilo de Morgan y luego fue nombrado, en 1919, Bacillus morganii por Winslow.  Años más tarde, en 1936 Rauss realizó una evaluación adicional de la bacteria y se dio cuenta de que era muy similar al grupo Proteus y, aunque había diferencias marcadas, renombró a la bacteria Proteus morganii .  Finalmente en 1943, Fulton hizo la conexión que la bacteria Proteus morganii era de hecho la misma bacteria descubierta por Castellani en 1905 y propuso un nuevo nombre de género de Morganella .  La especie se llamaría M. morganii y la de Castellani se llamaría M. columbensis. M. morganii no pudo fermentar la lactosa o la sacarosa, pero fue capaz de producir indol.  En 1962, Ewing descubrió que M. columbensis era en realidad E. coli, que dejó a M. morganii como la única especie del género.  Esto llevó a Ewing a ignorar el género y relacionar moganii con el género Proteus .  Finalmente en 1976, morganii se puso en su lugar correcto en el género de Morganella.
- Datos: Q2696880
- Multimedia: Morganella morganii / Q2696880